# Маркорина I (Горица)
Маркорина I је насеље у Италији у округу Горица, региону Фурланија-Јулијска крајина.
Према процени из 2011. у насељу је живело 26 становника. Насеље се налази на надморској висини од 4 м.